# Dialeurolonga mauritiensis
Dialeurolonga mauritiensis là một loài côn trùng cánh nửa trong họ Aleyrodidae, phân họ Aleyrodinae.
Dialeurolonga mauritiensis được Takahashi miêu tả khoa học đầu tiên năm 1938.